# Jeruk Purut
Jeruk Purut is een bestuurslaag in het regentschap Pasuruan van de provincie Oost-Java, Indonesië. Jeruk Purut telt 4762 inwoners (volkstelling 2010).